# Кромвель, Генри
Генри Кромвель (англ. Henry Cromwell; 20 января 1628, Хантингдон, Хантингдоншир — 23 марта 1674, деревня Уикен, Кембриджшир, Королевство Англия) — английский военный и государственный деятель, четвертый сын Оливера Кромвеля и Элизабет Буршье, а также важная фигура во время парламентского режима в Ирландии. Лорд-заместитель Ирландии (1657—1658) и лорд-лейтенант Ирландии (1658—1659).

## Биография

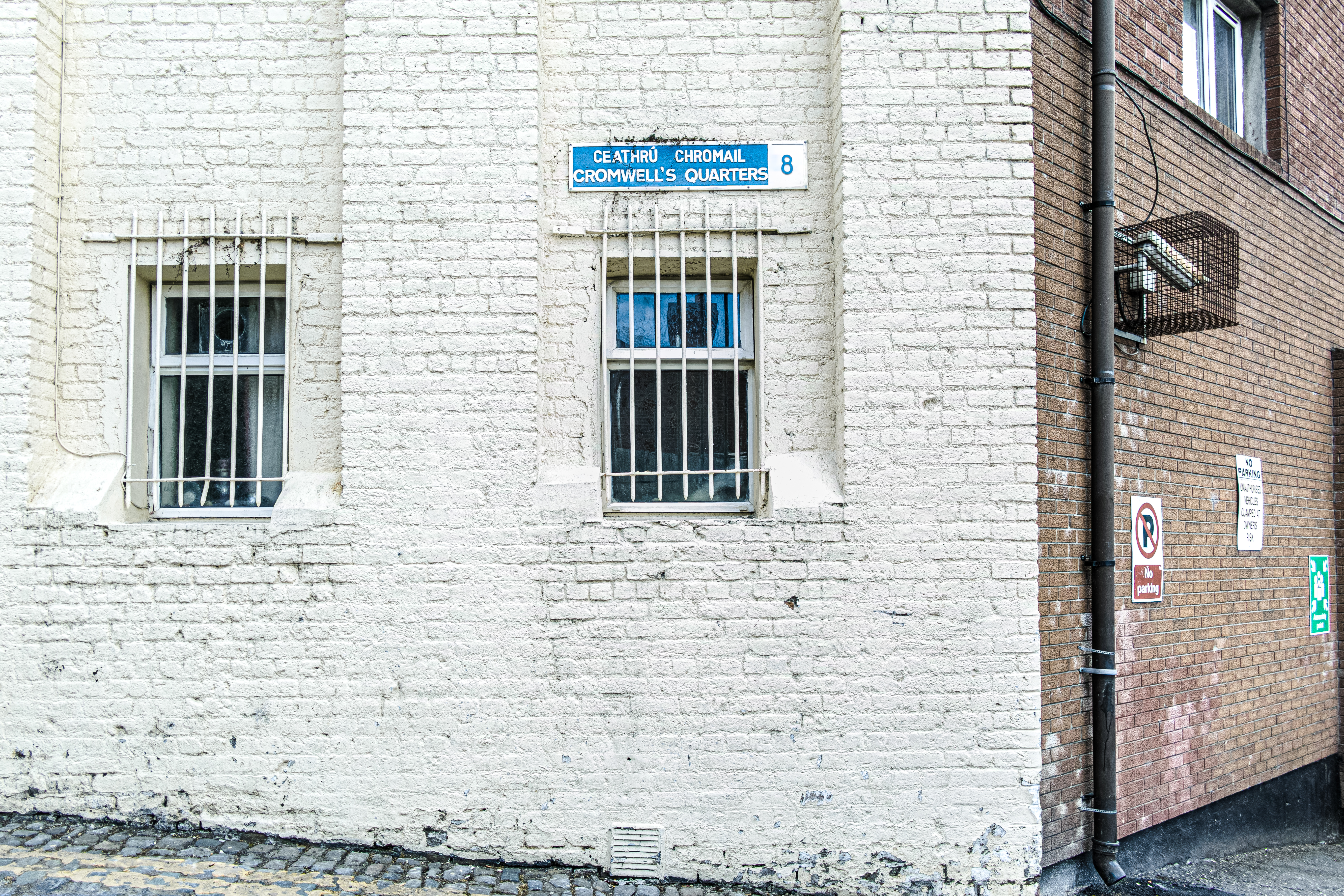
Переулок имени Кромвеля в Дублине 8

Генри Кромвель родился 20 января 1628 года в Хантингдоне, графство Хантингдоншир. Он был четвёртым сыном Оливера Кромвеля (1599—1658), лорда-протектора Англии, Шотландии и Ирландии (1653—1658), и Элизабет Буршье (1598—1665).
Он получил образование в Фелстедской школе и Эммануил-колледже в Кембридже.

### Военная карьера
Генри Кромвель вступил в армию нового образца к концу Первой Гражданской войны. В 1647 году был либо капитаном в полку Гаррисона, либо командиром охранного отряда Ферфакса. Хит и Вуд отождествляют его с комендантом лейб-гвардии. Летом 1648 года Генри Кромвель, по-видимому, служил под началом своего отца на севере Англии.
В феврале 1650 года Генри Кромвель получил чин полковника и последовал за своим отцом в Ирландию с подкреплением. Он и лорд Брогхилл нанесли поражение лорду Инчикуину близ Лимерика в апреле 1650 года. В 1653 году Генри Кромвель был назначен одним из представителей Ирландии в парламенте Голой Кости.

### Политическая карьера
22 февраля 1654 года Генри Кромвель был зарегистрирован в Грейс-Инн (это была всего лишь почетная регистрация).
После роспуска парламента Голой Кости и установления протектората Оливер Кромвель отправил его в Ирландию с миссией выяснить отношение ирландских офицеров к новому правительству и противодействовать влиянию анабаптистов. Он сообщил, что армия в целом, за исключением анабаптистов, была вполне удовлетворена недавней переменой, и рекомендовал заменить главнокомандующего в Ирландии Ладлоу, Эдмунда Ладлоу. Лорд-лейтенант Ирландии Чарльз Флитвуд будучи убежденным сторонником протектората, он считал, что слишком глубоко связан с анабаптистской партией, чтобы безопасно продолжать свою деятельность в Ирландии, и посоветовал через некоторое время отозвать его в Англию и назначить генерал-лейтенанта Джона Десборо своим заместителем. Перед отъездом из Ирландии он провел с Эдмундом Ладлоу дискуссию о законности протектората, которую последний подробно описал в своих мемуарах.
В августе 1654 года был созван новый ирландский совет, который проголосовал за назначение Генри Кромвеля главнокомандующим ирландской армией и членом нового совета. Это назначение, по-видимому, было сделано по просьбе лорда Брогхилла и других ирландских джентльменов. Несмотря на это давление, Генри Кромвель стал членом ирландского совета только 25 декабря 1654 года, хотя датой его назначения генерал-майором ирландской армии было 24 августа 1654 года. Причиной этой задержки было, вероятно, нежелание Оливера Кромвеля продвигать вперед своих сыновей. Какими бы ни были намерения протектора, а в письмах Джона Терлоу и Генри Кромвеля есть несколько ссылок, доказывающих, что это нежелание было реальным, Чарльз Флитвуд был вновь призван в Англию очень скоро после приезда Генри Кромвеля в Ирландию. Генри Кромвель высадился в Ирландии в июле 1655 года, а Чарльз Флитвуд уехал в сентябре. Последний все еще сохранял титул лорда-лейтенанта, так что Кромвель был всего лишь его заместителем — должность, которую он намеревался занять Джон Десборо. Цель перемены в правительстве Ирландии состояла в том, чтобы заменить установившееся гражданское правительство правлением клики офицеров и положить конец влиянию анабаптистов, которые до сих пор монополизировали руководство правительством. Политика Генри Кромвеля по отношению к коренным ирландцам была немногим мягче, чем у его предшественника. Самые ранние его письма показывают, что он усердно занимался перевозкой молодых женщин и мальчиков для заселения Ямайки. Он предложил Турлоу вывезти полторы-две тысячи мальчиков двенадцати-четырнадцати лет. Он, по-видимому, не стремился смягчить суровость трансплантации и не считал ее ни несправедливой, ни невежливой. С другой стороны, его религиозные взгляды были более либеральными, и он протестовал против клятвы отречения, наложенной на ирландских католиков в 1657 году.
Что отличало администрацию Генри Кромвеля от администрации Чарльза Флитвуда, так это другая политика, проводимая им в отношении английской колонии в Ирландии. Вместо того, чтобы руководить правительством в интересах солдат и в соответствии с их взглядами, он консультировался с интересами старых поселенцев, коренных протестантских жителей Ирландии, и был вознагражден их доверием и восхищением. Письмо, адресованное протектору генеральным землемером Винсентом Гукином в то время, когда существовала некоторая опасность отставки или смещения Кромвеля, показывает чувства, с которыми эта партия относилась к его руководству.
Пресвитериане и более умеренные независимые секты, до сих пор угнетенные преобладанием анабаптистов, выражали такое же удовлетворение его правительством. В январе 1656 года у Генри Кромвеля состоялась беседа с лидерами анабаптистов, в которой он очень ясно изложил свои намерения по отношению к ним. «Я ясно сказал им, что они могут ожидать равной свободы в своих духовных и гражданских заботах с любыми другими; и … что я считал своим долгом защищать их от того, что кто-то навязывает им, а также не давать им делать то же самое с другими. Свободы и спокойствия они могли бы ожидать от меня, но править мной или править вместе со мной я бы не одобрил». Этой линии поведения он неуклонно следовал, несмотря на многочисленные провокации. Его противники были могущественны в Англии и постоянно находились на слуху у протектора; но Оливер Кромвель, хотя и был скуп на похвалы и не оказывал сыну всей ожидаемой им общественной поддержки, одобрял его поведение в этом деле. В то же время он предостерегал его от того, чтобы быть «чрезмерно ревнивым» и «делать это дело слишком трудным» для тех, кто с ним спорит.
Историк Чарльз Ферс утверждает в «Национальном биографическом словаре», что на самом деле большая слабость Генри заключалась в том, что он был слишком чувствителен и раздражителен. Его письма — это длинный ряд жалоб, и он постоянно говорит об отставке со своего поста. Одной из первых его неприятностей было мятежное состояние полка Эдмунда Ладлоу, который он предусмотрительно расформировал как можно скорее. Затем, без ведома Кромвеля, его сторонники подали прошение о назначении его на пост Чарльза Флитвуда, что дало Хьюсону и другим анабаптистам возможность публично протестовать от имени своего старого командира, в котором они отождествляли сторонников лорда-заместителя с врагами благочестивых интересов. В ноябре 1656 года два генерала и пара полковников одновременно отказались от своих должностей из-за недовольства политикой Генри Кромвеля.

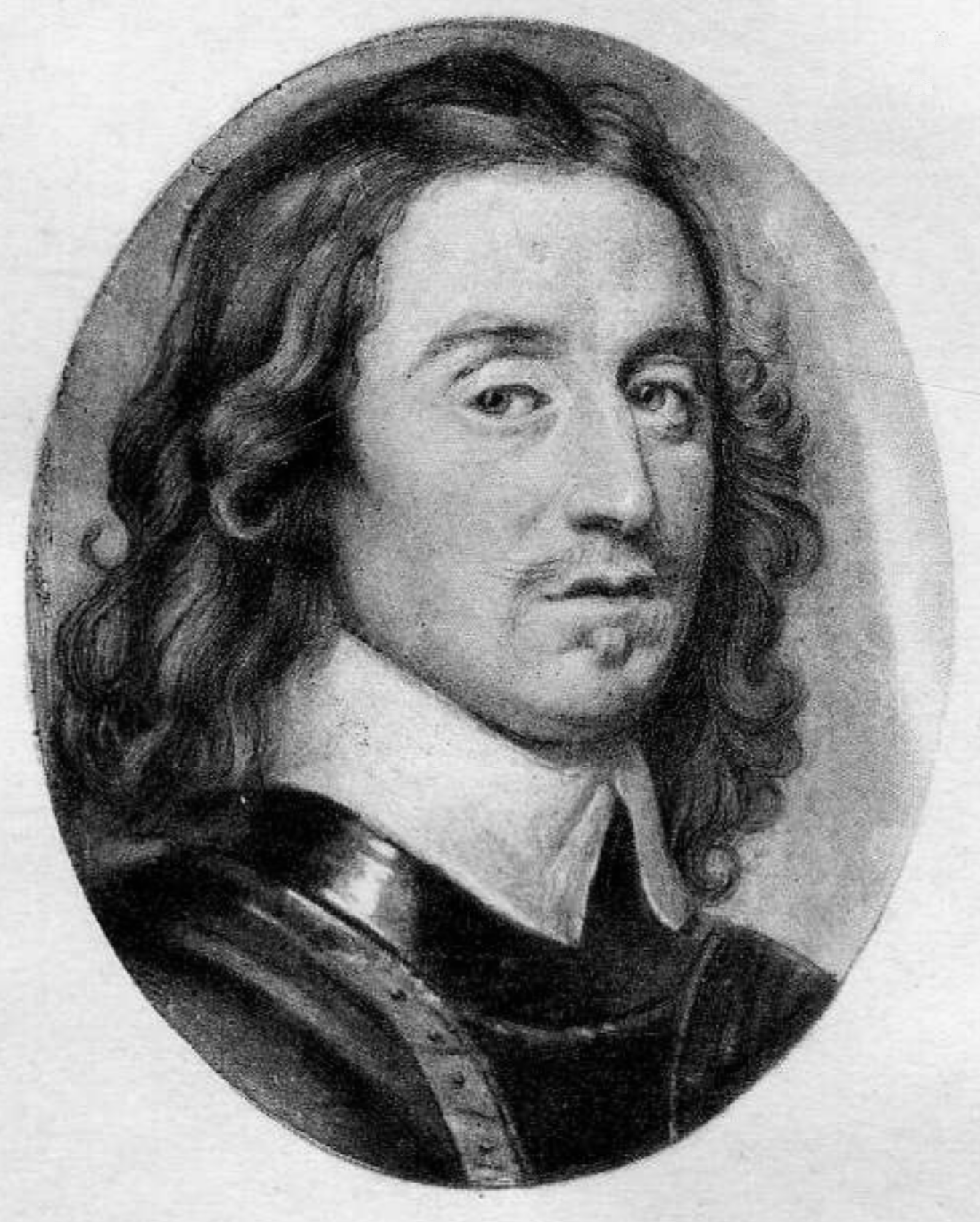
Генри Кромвель, портрет Сэмюэля Купера (1609—1672)

Как раз в тот момент, когда Генри Кромвель поздравлял себя с тем, что сопротивление анабаптистов было окончательно подавлено, он был вовлечен в новые затруднения интригами и отставкой ирландского канцлера Стила. После второго основания протектората «петицией и Советом» Кромвель был наконец назначен лордом-лейтенантом комиссией от 16 ноября 1657 года. Новое звание придавало ему больше достоинства и ответственности, но не увеличивало его могущества и не положило конец его трудностям. Его продвижение по службе сопровождалось назначением нового ирландского совета, « главным искусством которого, — писал Генрих своему брату Ричарду, — были люди, исповедовавшие дух противоречия всему, что бы я ни имел, и советовавшиеся вместе, как мне без причины ждать». Его популярность была подтверждена голосованием парламента 8 июня 1657 года, который предоставил ему земли стоимостью 1500 фунтов стерлингов в год, от которых он отказался на основании бедности Ирландии и задолженности Англии.
На момент назначения Генри Кромвеля ирландская армия имела восьмимесячную задолженность по жалованью, и 180 000 фунтов стерлингов, причитавшихся из английского казначейства, были необходимы для выполнения обязательств ирландского правительства. Трудность получения этих денег, а также назначение враждебных советников он приписывал своим противникам в Совете протектора. «Те, кто был против моего прихода на эту работу, удерживая наши деньги, имеют после игры играть, потому что для меня невозможно продолжать в этом месте на столь огромных неудобствах». Ему также было поручено распустить значительную часть ирландской армии, но не было позволено иметь свой голос в руководстве расформированием.
Генри Кромвель попытался найти способ собрать деньги, чтобы заплатить им в Ирландии, но обнаружил, что страна слишком бедна, а налоги гораздо тяжелее, чем в Англии. Используя предельную экономию, он писал, что 196 000 фунтов стерлингов может быть достаточно на данный момент, но все, что он, по-видимому, получил, это обещание 30 000 фунтов стерлингов. По мнению Чарльза Ферса, то, что ему удалось при таких неблагоприятных обстоятельствах сохранить спокойствие и видимую удовлетворенность жизнью, является немалым доказательством способностей Кромвеля как правителя. «Лицемерие людей может быть глубоким, — писал он в апреле 1658 года, — но на самом деле любой равнодушный зритель понял бы из кажущегося единодушия и любви народа Ирландии, что интерес Его Высочества здесь непреодолим». Противниками, которые делали задачу управления Ирландией столь обременительной, по-видимому, были лидеры военной партии, окружавшие протектора. Генри Кромвель часто говорит о них с неприязнью и недоверием, особенно в своих письмах к Турлоу в 1657 и 1658 годах. Он считал их противниками любого правового урегулирования и желающими увековечить свою собственную произвольную власть.
По вопросу о принятии короны, предложенной его отцу в 1657 году, его собственные взгляды были почти такими же, как у самого протектора. С самого начала Генри считал конституцию, изложенную в статьях Петиции и Совета, «превосходнейшей структурой» и был воспринят перспективой получения парламентской основы для протектората. Но титул короля, «яркое перышко в шляпе власти», он имел слишком незначительное значение, чтобы вызывать серьезные споры. Как напрямую, так и через Турло, он убеждал своего отца отказаться от титула, но попытаться добиться нового конституционного урегулирования, предложенного ему парламентом вместе с ним.
Внезапный роспуск Второго Парламента протектората в феврале 1658 года был большим ударом по надеждам Кромвеля на урегулирование, и он выразил опасения, что протектор снова не будет склонен прибегать к незаконным способам сбора денег. Теперь, когда Джон Ламберт удален, ненависть к подобным вещам станет ближе к его высочеству. Ошибки в сборе денег были самым убедительным способом вызвать всеобщее недовольство. Он посоветовал созвать новый парламент как можно скорее, но этому должно предшествовать перестройка армии и укомплектование сумбурных офицеров. Он выступил против предложения о беспорядочном налогообложении кавалерской партии, но одобрил введение теста для всех членов приближающегося парламента.
Великая цель Кромвеля состояла в том, чтобы основать протекторат на как можно более широкой основе, освободить его от контроля военачальников и сплотить для его поддержки как можно больше роялистов и старых парламентариев. Он знал, что поддержание существующего положения дел зависит исключительно от жизни протектора. Известие о болезни отца и неуверенность относительно его преемника удвоили опасения Генри Кромвеля. Объявление, которое протектор сделал перед смертью, назначило Ричарда Кромвеля, было очень приятно Генри. «Я почувствовал облегчение от этого, — писал он Ричарду, — не только из-за общественного мнения, но даже из-за милости Бога к нашей бедной семье, которая сохранила нас от презрения врага».
Нет никаких признаков того, что Генри Кромвель когда-либо сам стремился к престолонаследию. Поскольку смерть протектора определила его нынешнюю должность лорда-наместника, теперь он получил новую, но с более высоким званием лейтенанта и генерал-губернатора. Кромвеля с большой неохотой убедили согласиться на возобновление его полномочий. Ему не терпелось приехать в Англию не только ради собственного здоровья, но и (после того как он согласился остаться в правительстве Ирландии), чтобы обсудить с Ричардом и его друзьями в Англии принципы ирландской политики, а также перспективы и планы нового правительства в Англии. Но и Турлоу, и лорд Брогхилл настойчиво уговаривали его не приезжать. Первый писал, что его пребывание в Ирландии и во главе такой хорошей армии было одной из величайших гарантий правления его брата в Англии, и Брогхилл добавил: «Ни Ирландия, ни Гарри Кромвель не будут в безопасности, если их разлучить». Поэтому в Дублине он с тревогой наблюдал за надвигающейся бурей в Англии и надеялся, что парламент принесет какое-нибудь лекарство от смуты в армии.
Встречи офицеров в Лондоне и опубликованный ими манифест заставили его 20 октября 1658 года яростно обличать Чарльза Флитвуда, которого они просили назначить главнокомандующим. Он был разгневан таким пренебрежением к своему брату Ричарду, но еще больше — клеветой, брошенной на память отца, и, главное, огорчен перспективой возобновления гражданской войны. В течение следующих нескольких месяцев письма Кромвеля были необычайно редки и коротки, отчасти из-за приступов болезни, отчасти из-за такта, с которым он знал, что его письма небезопасны.
Многочисленные корреспонденты Кромвеля в Англии хорошо информировали его о развитии событий там, но он горько жалуется, что за некоторое время до роспуска парламента третьего протектората он не получил ни одного письма от протектора. В ответ на письмо английских военачальников, в котором сообщалось о падении правительства его брата, он прислал двусмысленный ответ, заверяя их в миролюбивом расположении ирландской армии и поручая трем офицерам представлять их взгляды в Англии. Ясно, что он по-прежнему считал своего брата законным правителем и был готов действовать для его восстановления, если ему прикажут.
В этот период ожидания надежды роялистов (кавалеров) возросли, и не одна увертюра была сделана Генри от имени Карла II. Лорд Фолконбридж и, возможно, лорд Брогхилл, похоже, были агентами, нанятыми для этих переговоров. Но ничто так не противоречило взглядам Генри, как стремление содействовать восстановлению династии Стюартов. «Мое мнение, — писал он 21 марта 1659 года, — что любая крайность более терпима, чем возвращение к Карлу Стюарту. Другие бедствия носят временный характер и могут быть исправлены, а те — нет».
Принципы, которые Генри Кромвель выразил в своем упреке Чарльзу Флитвуду, запрещали ему использовать свою армию в личных целях или стремиться навязать свою волю нации. Соответственно, тщетно дождавшись ожидаемых указаний от Ричарда и получив от других достоверное уведомление о согласии своего брата на позднюю революцию, Генри Кромвель 15 июня 1659 года направил свое собственное представление новому правительству. Перед получением этого письма парламент (восстановленное Охвостье) 7 июня приказал ему сдать руководство в Ирландии и вернуться в Англию. Повинуясь их приказу, он прибыл в Англию примерно в конце июня, 6 июля сообщил о своем поведении государственному совету, а затем удалился в графство Кембриджшир.

### Поздние годы жизни
До конца своей жизни Генри Кромвель жил в полной безвестности. В результате Реставрации Стюартов он потерял земли в Англии на сумму 2000 фунтов стерлингов в год, вероятно, свою долю в конфискованных поместьях, которые были переданы его отцу. На жалованье, полученное им во время службы в Ирландии, он приобрел поместье стоимостью от шестисот до семисот фунтов стерлингов в год, которое ему удалось сохранить.
В своем прошении к королю Англии Карлу II Генри Кромвель настаивал на том, что его действия были продиктованы естественным долгом перед отцом, а не злым умыслом против короля. Он ссылался на заслуги своего правительства в Ирландии и на благосклонность, которую он оказывал роялистам во время своего правления. Кларендон, Ормонд и многие другие роялисты оказывали свое влияние в его пользу. Соответственно, земли Кромвеля в Мите и Конноте были подтверждены его попечителям специальным положением акта об урегулировании , но его семья, похоже, потеряла их в следующем поколении. Говорят, что они были незаконно конфискованы некоторыми членами семьи Кланрикард, древними владельцами земли, купленной по долгам Генри Кромвеля. В последние годы своей жизни Генри Кромвель жил в аббатстве Спинни в Уикене, графство Кембриджшир, которое он приобрел в 1661 году.
Король Англии Карл II, по-видимому, был удовлетворен миролюбием Генри Кромвеля, ибо, хотя его не раз обвиняли доносчики, он никогда не беспокоился по этому поводу. Ноубл собирает несколько анекдотов сомнительного авторитета, касающихся отношений Карла II и Кромвеля. Генри Кромвель скончался 23 марта 1674 года (по старому стилю) на 47-м году жизни и был похоронен в Уикен-черч в Кембриджшире.

## Семья
10 мая 1653 года Генри Кромвель женился на Элизабет (? — 7 апреля 1687), дочери сэра Фрэнсиса Рассела. У них было пять сыновей и две дочери, история потомков которых тщательно прослежена Ноблом и Уэйленом. Его второй сын, Генри Кромвель, женился на Ханне Хьюлинг, сестре двух Хьюлингов, казненных в 1686 году за участие в мятеже герцога Монмута, и умер в 1711 году в чине майора полка Филдинга.